# Amerikaanse roodstaart
De Amerikaanse roodstaart (Setophaga ruticilla) is een zangvogel uit de familie Parulidae (Amerikaanse zangers).

## Kenmerken
De vogel heeft een zwart met oranje bovenzijde en een witte onderzijde. Het vrouwtje is bruiner met geel in plaats van oranje.

## Verspreiding en leefgebied
Deze soort komt voor in noordelijk, centraal en oostelijk Noord-Amerika.